# Dorcus
Dorcus es un género de escarabajos de la familia Lucanidae.
De las 30 especies principales, la mayoría se localiza en Asia e India; se pueden encontrar dos en el sur de Europa y otras dos son de América del Norte. Recientemente Serrognathus ha sido reclasificado e incluido en este género.
La siguiente es una lista de especies incluidas en este género:
- Dorcus alexisi Muret & Drumont, 1999
- Dorcus astridae Didier, 1932
- Dorcus bandaensis Okuda, 2000
- Dorcus bhaskarai Hosoguchi, 2006
- Dorcus bolanus Nagel, 1928
- Dorcus branaugi Nagai, 1999
- Dorcus brevis Say, 1825
- Dorcus cuongi Okada, 2009
- Dorcus curvidens Hope, 1840
- Dorcus cylindricus Thomson, 1862
- Dorcus davidis (Fairmaire, 1887)
- Dorcus emikoae Ikeda, 2001
- Dorcus fujiii Nagai & Maeda, 2010
- Dorcus furusui Baba, 2008
- Dorcus gracilicornis Benesh, 1950
- Dorcus hamidi Ikeda, 2005
- Dorcus hansi Schenk, 2008
- Dorcus hopei Saunders, 1854
- Dorcus immundus Arrow, 1938
- Dorcus kamijoi Fujita, 2009
- Dorcus katctinensis Nagai, 2000
- Dorcus katsurai Ikeda, 2000
- Dorcus kirchneri Schenk, 2008
- Dorcus kikunoae Hosoguchi, 2005
- Dorcus koreanus Jang & Kawai, 2008
- Dorcus kucerai Baba, 2008
- Dorcus kyawi Nagai & Maeda, 2009
- Dorcus mexicanus Benesh, 1944
- Dorcus musimon Gené, 1836
- Dorcus myinti Nagai & Maeda, 2009
- Dorcus nosei Nagai, 2000
- Dorcus parallelipipedus (Linnaeus, 1758) - ciervo volante menor
- Dorcus parallelus (Say, 1823)
- Dorcus peyronis Reiche & Saulcy, 1856
- Dorcus prasobsuki Baba, 2005
- Dorcus primigenius  Deichmüller, 1881
- Dorcus prochazkai Schenk, 2004
- Dorcus ratiocinativus Westwood, 1871
- Dorcus rugosus Boileau, 1904
- Dorcus sawaii Tsukawaki, 1999
- Dorcus septentrionalis Bomans, 1990
- Dorcus sewertzowi Semenow, 1891
- Dorcus sinensis (Boileau, 1899)
- Dorcus sukkiti Fukinuki, 2004
- Dorcus suturalis (Westwood, 1871)
- Dorcus tanakii Nagai, 2002
- Dorcus tenuecostatus Fairmaire, 1888
- Dorcus tenuihirsutus Kim, 2010
- Dorcus titanus (Boisduval, 1835)
- Dorcus tityus Hope, 1842
- Dorcus tsunodai Fujita, 2009
- Dorcus vavrai Nonfried, 1905
- Dorcus vicinus Saunders, 1854
- Dorcus yoshinarii Tsubawati, 2008